# 袋井市立周南中学校
袋井市立周南中学校（ふくろいしりつ しゅうなんちゅうがっこう）は、静岡県袋井市下山梨にある市立中学校。地元での略称は「しゅうなん」。

## 沿革
- 1947年（昭和22年）
  - 4月1日 - 旧山梨小学校に山梨中学校を創立（現在地）、宇刈中学校、三川中学校創立
  - 4月28日 - 山梨中学校開校式（周南小学校内に併設）
- 1948年（昭和23年）4月1日 - 旧山科小学校に移り独立校舎となる（山梨中学校）
- 1950年（昭和25年）4月1日 - 山梨中学校と宇刈中学校の合併により、山梨町宇刈村組合立周南中学校設立
- 1955年（昭和30年）
  - 1月1日 - 山梨町・宇刈村合併により、山梨町立周南中学校と校名変更
  - 3月31日 - 町村合併により三川中学校を袋井町立北部中学校と改称
- 1956年（昭和31年）6月9日 - 校舎新築落成
- 1958年（昭和33年）
  - 4月1日 - 袋井町立北部中学校との合併により、山梨町・袋井町組合立周南中学校と校名変更
  - 4月1日 - 周南中学校校章制定
  - 11月3日 - 袋井市制施行に伴い、山梨町・袋井市組合立周南中学校と校名変更
- 1963年（昭和38年）1月1日 - 袋井市・山梨町合併により袋井市立周南中学校と校名変更
- 1964年（昭和39年）4月1日 - 特殊学級開設
- 1992年（平成4年）
  - 4月23日 - LL教室をパソコン教室に改修
  - 9月1日 - センター方式による学校給食開始
- 1999年（平成11年）11月6日 - 開校50周年記念式典（記念庭園除幕式）
- 2013年（平成25年）6月9日 - 教室扇風機設置（北校舎、南校舎1階・2階1年6組）
- 2016年（平成28年）3月31日 - 第1会議室を普通教室に改修

## 教育方針
- 校訓
  - 「自主」「協同」「責任」

## 部活動
- 運動部
  - サッカー
  - 野球
  - 陸上競技
  - 男子バスケットボール
  - 女子バスケットボール
  - 女子バレーボール
  - 男子卓球
  - 女子卓球
  - 男子剣道
  - 女子剣道
  - 水泳（男子・女子）
  - 女子ソフトテニス
- 文化部
  - 吹奏楽部
  - 美術部
  - 自然科学部
  - 家庭部
  - 技術部

## 著名な卒業生
- 大場規之 （袋井市長）

## 交通アクセス
- JR東海道線袋井駅下車 北へ約5km
- 秋葉バス 秋葉中遠線・秋葉線 周南中学校前バス停下車 徒歩1分